# النظام العالمي الجديد (كتاب روبرتسون)
النظام العالمي الجديد (The New World Order) هو الكتاب الأكثر مبيعًا في نيويورك تايمز من تأليف بات روبرتسون، وتم نشره في عام 1991 بواسطة «وورد للنشر» (Word Publishing). في الكتاب، يدعي روبرتسون الكشف عن مؤسسة حاكمة بالخفاء تتمتع بسلطة هائلة تتحكم في السياسة الأمريكية، والتي يتمثل هدفها الرئيسي في «إنشاء حكومة عالمية واحدة حيث تكون السيطرة على الأموال في يد واحد أو أكثر من الشركات الخاصة. لكن بامتياز حكومي للبنوك المركزية». تتضمن هذه المؤامرة عناصر مثل المتنورين وحركة العصر الجديد والماسونيين ومجلس العلاقات الخارجية والمفوضية الثلاثية. يدعي روبرتسون كذلك أن ظهور مؤامرة العالم الواحد هذه يتم توجيهه من قبل الشيطان لتحقيق تنبؤات علم الأمور الأخيرة في المسيحية، معتبراً إياها علامة على اقتراب نهاية الزمان.